# Szapur I
Szapur I (? – 272) – władca Persji z dynastii Sasanidów, syn Ardaszira I. Panował samodzielnie w okresie 241–272. Wcześniej prawdopodobnie współrządził z ojcem. Dążył do odbudowania dawnej potęgi Persji, przyjął tytuł szachinszach eran ud aneran (król królów Ariów i nie-Ariów). Rozpoczął likwidację niezależnych księstw powstałych w czasach panowania dynastii Arsacydów osadzając w nich swoich krewnych jako namiestników. W roku 241 rozpoczął wojnę z cesarstwem rzymskim podbijając prowincję Mezopotamia i Syrię. W 243 Rzymianie zdołali odzyskać część utraconego terytorium. Po roku 253 wojska Szapura podbijają Antiochię oraz część Kapadocji. W 256 podbił Armenię.
W wygranej bitwie pod Edessą Szapur I pojmał cesarza Waleriana I, jedynego cesarza rzymskiego, który dostał się do niewoli i w niej zmarł. Jako niewolnik Walerian służył Szapurowi za podnóżek, gdy ten wsiadał na konia.
W czasie swego panowania zbudował wiele miast. Za jego czasów działał w Persji prorok Mani.